# NGC 1322
NGC 1322 est une petite galaxie lenticulaire située dans la constellation de l'Éridan. Elle a été découverte par l'astronome britannique John Herschel en 1836.

## Caractéristiques
Sa vitesse par rapport au fond diffus cosmologique est de 6 243 ± 13 km/s, ce qui correspond à une distance de Hubble de 92,07 ± 6,45 Mpc (∼300 millions d'al).